# Laboratoire d'astrophysique de Grenoble
Le Laboratoire d'astrophysique de Grenoble (LAOG) est un ancien institut de recherche en astronomie, astrophysique et instrumentation, créé en 1979 et situé sur le domaine universitaire de Grenoble. En janvier 2011, le LAOG a fusionné avec le Laboratoire de planétologie de Grenoble (LPG) pour former l'Institut de planétologie et d'astrophysique de Grenoble (IPAG).
Administrativement, le LAOG était une unité mixte de recherche entre le CNRS et l'université Joseph-Fourier de l'époque.
Le LAOG comptait une centaine de personnes réparties en quatre équipes de recherches principales : ASTROMOL (astrophysique moléculaire), FOST (formation stellaire), les SHERPAS (études des phénomènes à hautes énergies, rayons gamma, rayons X, noyaux actifs de galaxie, quasars et microquasars) ainsi que le GRIL (Groupe de recherche et réalisation d'instruments du LAOG). Ce dernier développe des instruments interférométriques comme AMBER au VLT. Il est directement lié au Jean-Marie Mariotti Center (JMMC), qui développe des logiciels de traitement du signal interférométrique.

## Directeurs
- 2007 – 2011 : Jean-Louis Monin
- 2003 – 2007 : Thierry Montmerle
- 1997 – 2003 : Christian Perrier
- 1990 – 1996 : Claude Bertout
- 1979 – 1989 : Alain Omont